# Cidariophanes proteria
Cidariophanes proteria är en fjärilsart som beskrevs av William Schaus 1927. Cidariophanes proteria ingår i släktet Cidariophanes och familjen mätare. Inga underarter finns listade i Catalogue of Life.